# 鲍里斯·万尼科夫
鲍里斯·利沃维奇·万尼科夫（俄语：Борис Львович Ванников，1897年8月26日—1962年2月22日）苏联国防工业的重要组织者之一。1944年11月18日获得苏联工程技术勤务上将军衔。

## 生平
生于巴库一个犹太人石油商人家庭。1918年高中毕业志愿参加工农红军。参加苏俄国内战争。1919年加入俄罗斯共产党（布尔什维克）。1926年莫斯科鲍曼高等技术学校毕业后，在柳別爾齊农机厂工作，1933年任图拉机器制造厂厂长。1936年任彼尔姆机器制造厂厂长。1937年起任国防工业人民委员部坦克局局长、副人民委员。1939年1月11日至1941年6月9日任武器人民委员部首任人民委员。
1941年6月22日苏德战争爆发前夕，由于与苏军总军械部部长库利克元帅就中型火炮地位的争议，1941年6月7日被捕，由德米特里·费奥多罗维奇·乌斯季诺夫接任武器人民委员部人民委员。万尼科夫在60年代撰写回忆文章中愤愤不平地评价库利克“为人轻率冲动，喜欢道听途说”。1941年7月25日获释，改任武器人民委员部副人民委员。1942年2月16日-1946年1月任弹药人民委员部人民委员，组织了战时的弹药工业生产。
1946年1月7日至1946年6月26日任苏联农业机械人民委员部（苏联弹药人民委员部改编）人民委员，实际上他的实际职务从1946年开始任苏联人民委员会第一管理总局局长，负责组织苏联核工业研制生产核武器。1948年和几乎1949年前半年时间，与库尔恰托夫、国家计划委员会主席扎韦尼亚金都在乌拉尔坐镇，就地解决铀与钚生产出现的所有问题。1953年开始担任苏联中型机器制造部第一副部长，该部主管全苏核工业，部长维亚切斯拉夫·亚历山德罗维奇·马雷舍夫在苏德战争时期是坦克工业人民委员。
1958年退休。1962年在莫斯科去世，葬于克里姆林宫墙下。
苏共第十八至苏共二十大连任中央委员。苏联第二届最高苏维埃代表。1942、1949和1954年3次苏联社会主义劳动英雄称号和镰刀锤子奖章。1951年与1953年两次获得斯大林奖。
获列宁勋章6枚，一级苏沃洛夫勋章1枚，一级库图佐夫勋章1枚。

## 著作
- 《战前的苏联国防工业》，载《历史问题》，1968年第10期
- 《武器装备人民委员的札记》，载《军事历史杂志》，1962年第10期。

## 评价
- Указ Президиума Верховного Совета СССР Указ Президиума Верховного Совета СССР «О присвоении звания Героя Социалистического Труда товарищам Быховскому А. И., Ванникову Б. Л., Гонор Л. Р., Еляну А. С., Новикову и Устинову Д. Ф.» от 3 июня 1942 года （页面存档备份，存于） // Ведомости Верховного Совета Союза Советских Социалистических Республик : газета. — 1942. — 15 июня (№ 22 (181)). — С. 1.